# Rádio Ecclésia
Pour les articles homonymes, voir Radio Ecclesia_(homonymie).
Rádio Ecclésia est une station de radio religieuse catholique angolaise émettant depuis 1954. Elle émet en modulation de fréquence sur 97,5 MHz de 6 à 21 h 30.

## Histoire
Elle émet pour la première fois le 8 décembre 1954 grâce à un émetteur ondes courtes de 50 kW. La diffusion régulière commence le 19 mars 1955. Puis la station déménage à Marginal, et encore une fois au séminaire de Luanda. Le 15 juillet 1964 elle s'installe à Saint Antonio et accroît la durée de ses émissions. En 1969 est inauguré un système automatique de transmission et un nouveau centre d'émission en ondes moyennes et courtes. En 1975, avec l'indépendance de l'Angola, les cadres quittent le pays et l'équipe ne dispose plus que d'un effectif réduit. Nationalisée, Rádio Ecclésia cesse de fonctionner à la suite du décret présidentiel no 5/78 du 24 janvier 1978. En mars 1997 la station, est de nouveau inaugurée.